# Ернст Фридрих Гермар
Ернст Фридрих Гермар (3. новембар 1786 — 8. јул 1853) је био немачки професор и директор Минералошког музеја у Халеу. Поред тога што је био минералог, био је заинтересован за ентомологију, а посебно за Тврдокрилце и Риличаре. Монографисао је породицу стенице Скутелериде.
Године 1845. изабран је за страног члана Краљевске шведске академије наука.

## Живот и дело
Гермар је био син богатог трговца. Од 1804. до 1807. студирао је минералогију на Рударској академији у Фрајбергу , а затим природне науке и право на Универзитету у Лајпцигу. Године 1810. докторирао је зоологију, преселио се у Хале  и две године касније завршио хабилитацију. И хабилитација и докторска теза су за тему имали лептире (спинере). Када је универзитет затворен под Наполеоном 1813, његова научна каријера у Халеу је прекинута. Оженио се Вилхелмином Кеферштајн (1755–1816) 1815. године. Брак је остао без деце. Међутим, одгајао је свог нећака Хермана Рудолфа Шаума, који је касније такође постао ентомолог.
Гермар је 1816. постао ванредни професор на Универзитету у Хале-Витенбергу, 1823. редовни професор минералогије и директор минералошких збирки. До именовања Хермана Бурмајстера] за редовног професора 1842. године, држао је и предавања из ентомологије у Зоолошком институту и био је проректор универзитета 1834/35 .
Његови ентомолошки специјалитети били су фосилни инсекти, посебно бубе и стенице. Његова колекција инсеката била је међу најпознатијим у Европи. Поред свог научног рада, Гермар је био активан као градски већник града Халеа, био је члан одбора Пфанерсцхафт-а, капетан градског стрељачког друштва и од 1827. до 1853. године мајстор катедре масонске ложе Zu den drei Degen. 
Ернст Фридрих Гермар је преминуо у свом дому у Халеу после дуге болести 1853.
Године 1814. Гермар је написао књигу Путовање кроз Аустрију и Тирол у Далмацију и неколико расправа о фосилним инсектима и биљкама, укључујући монографију о фосилима угљених планина код Ветина и Лобејуна (1844–53, његов ученик Царл Јустус Андре) је 
написао Уџбеник све минералогије. Био је одговоран за издања од 3 до 24 серије Фауна инсеката Европе и коаутор радова Часопис о Ентомологи (4 тома, 1813–21) и Часопис ентомологије (5 томова, 1839–44).

## Објављени радови
Међу Гермаровим публикацијама су:
- Врста Цицадариум набројана и распоређена по категоријама. Тхонов ентомолошки архив. (2)2: 37–57, пл. 1 (1830).
- Запажања о неколико врста из рода Цикада, (Observations sur plusieurs espšces du genre Cicada, Latr. Rev. Entomol. Silbermann 2: 49-82, pls. 19-26 (1834);
- О Елатеридима са мембранозним додацима тарзалних сегмената. З. Ентомол. (Гермар) 1: 193-236 (1839) (1839).
- Примедбе о Елатеридима. З. Ентомол. (Бреслау) 5: 133-192 (1844).
- Доприноси фауни инсеката Аделаиде. Линн. Ентомол. 3: 153-247 (1848).
- Фауна инсеката Европе. У овом делу су биле 24 фасцикле; Август Аренс израдио прве две, Гермар и Георг Фридрих Каулфус трећу (1817) и Гермар сам преосталих 21 (Хале, 1812—1851).[2]
- Уџбеник целокупне минералогије, Хемерде и Шветке, Хале 1824  (Google Books).
- Тлоцрт науке о кристалима (1830);
- Фосили у формираном каменоом угљу у Ветину и Лобејуну (Хале, 1844—52);
- Систем појмовника продроме (Хале и Лајпциг, 1810);
- Нове или мање познате врсте Колеоптера (Хале, 1824);
- Са Георг Карл Берент: „Органски остаци праисторијског света пронађени у ћилибару.“ Други том. И. Одељак: Хемиптера и правокрилци праисторијског света пронађени у ћилибару. Николај Верлаг, Берлин 1856.

## Колекције
Није колеоптера, Немачки ентомолошки институт (ДЕИ)

## Значајне документоване врсте
- Ropalopus insubricus (Гермар, 1824)
- Leptinotarsa juncta (Гермар, 1824)
- Homalodisca vitripennis (Гермар, 1821)